# Estádio Municipal Juscelino Kubitschek (Andradas)
O Estádio Municipal Juscelino Kubitschek, conhecido como Parque do Azulão, localiza-se na cidade de Andradas, estado de Minas Gerais e sedia jogos do Rio Branco de Andradas Futebol Clube, além de eventos culturais na cidade. Possui capacidade liberada para 6.150 pagantes e capacidade total para 7.500 pessoas.